# Märt Laarman
Märt Laarman (ur. 1896, zm. 1979) – estoński malarz, grafik, ilustrator i krytyk artystyczny, od 1923 członek Grupy Artystów Estońskich, w 1928 redagował almanach „Mue Kunsti Raamat”, a od 1928 do 1929 był krytykiem artystycznym pisma „Taie”.